# میدتاون منهتن

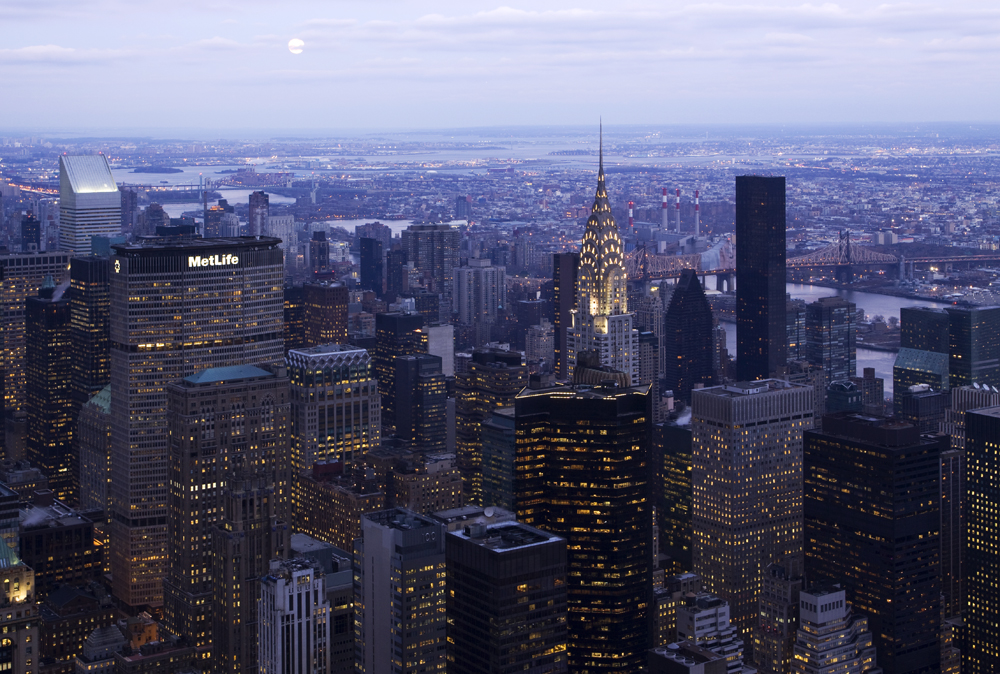
نگاره‌ای از شب میدتاون منهتن

میدتاون منهتن (انگلیسی: Midtown Manhattan) یکی از مناطق معروف منهتن در ایالت نیویورک می‌باشد.